# Celeste Mucci
Celeste Mucci (Williamstown, 11 agosto 1999) è una multiplista e ostacolista australiana.

## Palmarès
| Anno | Manifestazione          | Sede       | Evento             | Risultato   | Prestazione | Note |
| ---- | ----------------------- | ---------- | ------------------ | ----------- | ----------- | ---- |
| 2016 | Mondiali juniores       | Bydgoszcz  | Eptathlon          | 17ª         | 5254 p.     |      |
| 2018 | Giochi del Commonwealth | Gold Coast | Eptathlon          | 4ª          | 5915 p.     |      |
| 2018 | Mondiali juniores       | Tampere    | Eptathlon          | 5ª          | 5865p.      |      |
| 2019 | World Relays            | Yokohama   | Staffetta hs mista | Finale      | dq          |      |
| 2019 | Campionati oceaniani    | Townsville | 100 m hs           | Argento     | 13"49       |      |
| 2019 | Campionati oceaniani    | Townsville | 4×100 m            | Oro         | 44"47       |      |
| 2019 | Universiadi             | Napoli     | 100 m piani        | Semifinale  | 11"74       |      |
| 2019 | Universiadi             | Napoli     | 100 m hs           | Batteria    | 14"03       |      |
| 2019 | Universiadi             | Napoli     | 4×100 m            | Argento     | 43"97       |      |
| 2019 | Mondiali                | Doha       | 100 m hs           | Batteria    | 13"14       |      |
| 2019 | Mondiali                | Doha       | 4×100 m            | Batteria    | dnf         |      |
| 2022 | Campionati oceaniani    | Mackay     | 100 m hs           | Oro         | 12"75       | w    |
| 2022 | Mondiali                | Eugene     | 100 m hs           | Semifinale  | dq          |      |
| 2022 | Giochi del Commonwealth | Birmingham | 100 m hs           | 7ª          | 13"03       |      |
| 2023 | Mondiali                | Budapest   | 100 m hs           | Semifinale  | 12"97       |      |
| 2024 | Campionati oceaniani    | Suva       | 100 m ostacoli     | Argento     | 13"07       |      |
| 2024 | Giochi olimpici         | Parigi     | 100 m hs           | Ripescaggio | 13"00       |      |